# Casa al carrer de la Presó, 3 (Llardecans)
La Casa al carrer de la Presó, 3 és una obra de Llardecans (Segrià) inclosa a l'Inventari del Patrimoni Arquitectònic de Catalunya.

## Descripció
Habitatge entre mitgeres de tipologia tradicional feta amb materials del país (tapial). Façana senzilla, però guardant proporcions en els plens-buits. Portal dovellat en arc carpanell, amb un escut en la clau. Hi apareix la data de 1780. Façana modificada per diverses intervencions.